# Žandov
Žandov − miasto w Czechach, w kraju libereckim.
Według danych z 31 grudnia 2003 powierzchnia miasta wynosiła 2 724 ha, a liczba jego mieszkańców 1 907 osób.

## Demografia
| Rok             | 1970  | 1980  | 1991  | 2001  | 2003  |
| --------------- | ----- | ----- | ----- | ----- | ----- |
| Liczba ludności | 2 050 | 2 336 | 1 990 | 1 892 | 1 907 |

Źródło: Czeski Urząd Statystyczny